# Sauce It Up
Sauce It Up — сингл американского рэпера Lil Uzi Vert. Это третий сингл с его дебютного студийного альбома Luv Is Rage 2. Он вышел 25 августа 2017 года. Песня была спродюсирована и написана Don Cannon. Она дебютировала под номером 49 в американском чарте Billboard Hot 100.

## Коммерческие показатели
«Sauce It Up» дебютировал под номером 49 в чарте Billboard Hot 100 23 сентября 2017.

## Чарты

### Недельные чарты
| Чарт (2017—2018)                      | Высшая позиция |
| ------------------------------------- | -------------- |
| Канада (Billboard Canadian Hot 100)   | 82             |
| США (Billboard Hot 100)               | 49             |
| США (Billboard Hot R&B/Hip-Hop Songs) | 21             |
| США (Billboard Rhythmic)              | 15             |

### Годовые чарты
| Чарт (2017)                           | Позиция |
| ------------------------------------- | ------- |
| США (Billboard Hot R&B/Hip-Hop Songs) | 94      |

## Сертификации
| Регион | Сертификация | Продажи   |
| --- | ------------ | --------- |
| США (RIAA) | Платиновый   | 1 000 000 |
| * Данные о продажах приведены только на основе сертификации. · ^ Данные о тиражах приведены только на основе сертификации. · Данные о продажах + прослушиваниях приведены только на основе сертификации. |              |           |